# Patricio Vidal Benlloch
Patricio Vidal Benlloch (València, 1825 - 1879) fou un jurista i polític valencià. Es llicencià en dret i en filosofia a la Universitat de València i es va dedicar a la judicatura com a fiscal de l'Audiència Provincial de València i jutge municipal a Sant Vicent, alhora que exercia en el seu bufet privat. De 1859 a 1868 també fou advocat consultor del Tribunal de Comerç i assessor de la Diputació de València i de la Junta Diocesana. Membre del Partit Moderat, el 1862 fou escollit regidor a l'ajuntament de València i fins i tot en fou alcalde de juliol de 1865 a agost de 1866. Després es va apartar de la política, encara que es va mantenir com a vocal de la Junta Auxiliar de Presons i conseller de la Caixa d'Estalvis de València. També fou soci de la Reial Societat Econòmica d'Amics del País.